# Distretto di Paccha (Cajamarca)
Il distretto di Paccha è uno dei diciannove distretti  della provincia di Chota, in Perù. Si trova nella regione di Cajamarca e si estende su una superficie di 93,97 chilometri quadrati.

Istituito il 2 gennaio 1857, ha per capitale la città di Paccha; al censimento 2005 contava 5.155 abitanti.